# 飛鳥井雅縁
飛鳥井 雅縁（あすかい まさより、1358年（延文3年/正平13年） - 1428年11月9日（正長元年10月2日））は、南北朝時代から室町時代の公卿、歌人。書道宋雅流の祖。飛鳥井雅家の子。飛鳥井雅世の父。

## 生涯
将軍足利義満の信任を受け、歌壇での飛鳥井家の地位を確固たるものとした。応永5年（1398年）従二位,権中納言となるが、同年出家した。法名は宋雅。著作に『宋雅道すからの記』、歌集に『宋雅千首』『宋雅百首』などがある。

## 系譜
- 父：飛鳥井雅家
- 母：不詳
- 妻：不詳
  - 男子：飛鳥井雅世（1390-1452）